# Myrmecozela ataxella
Myrmecozela ataxella är en fjärilsart som beskrevs av Pierre Chrétien. Myrmecozela ataxella ingår i släktet Myrmecozela och familjen äkta malar. Inga underarter finns listade i Catalogue of Life.